# Коозалаане
Ко́озалаане (ест. Koosalaane küla) — село в Естонії, у волості Пейпсіяере повіту Тартумаа.

## Населення
Чисельність населення на 31 грудня 2011 року становила 45 осіб.

## Географія
Поблизу населеного пункту проходить автошлях 22240 (Кооза — Варнья).

## Історія
До 23 жовтня 2017 року село входило до складу волості Вара.